# گوی تخریب

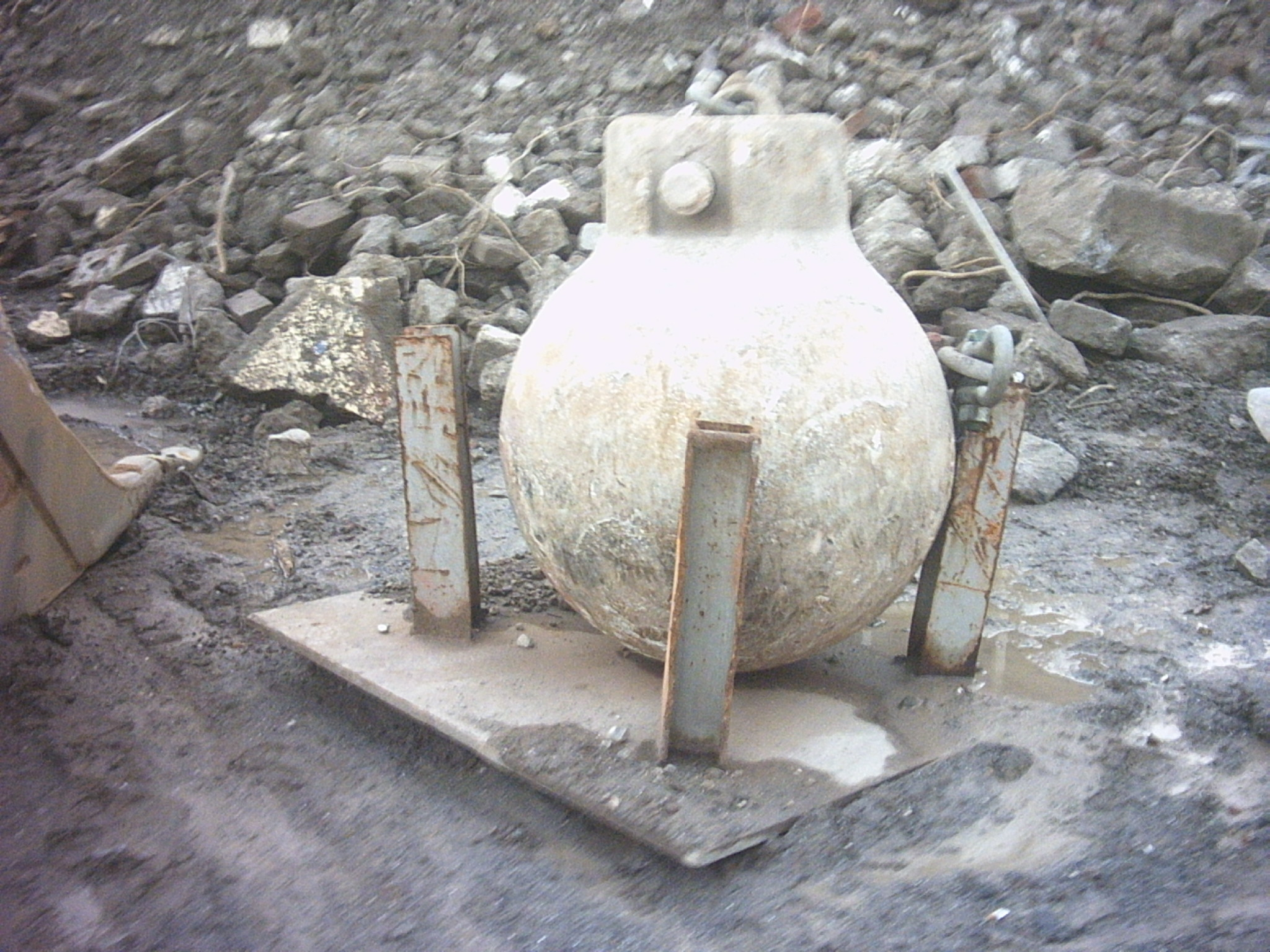
گوی تخریب در حالت ساکن

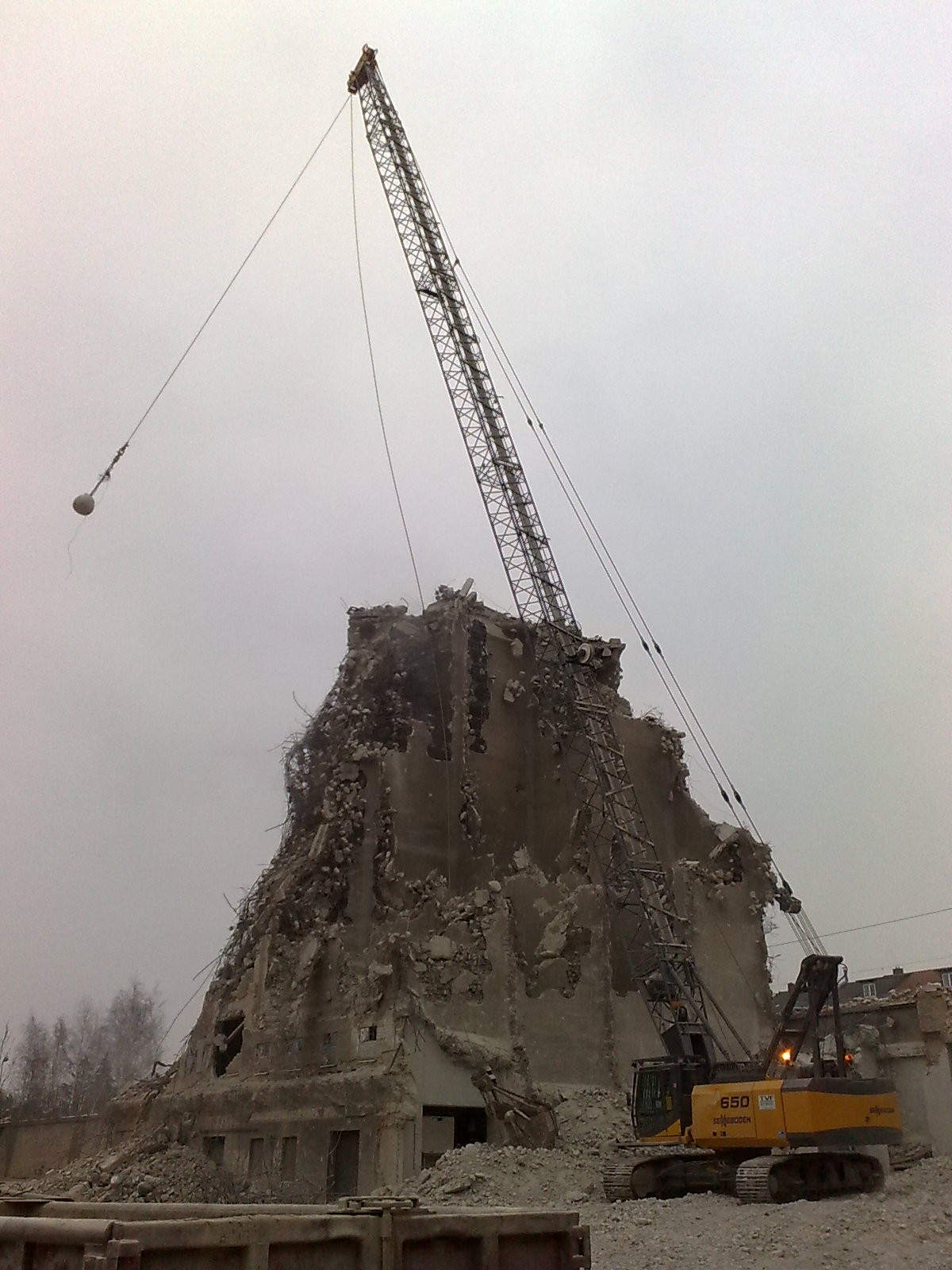
گوی تخریب در حال عمل

گوی تخریب یا توپ تخریب یک توپ فولادی سنگین است که معمولاً از جرثقیل آویزان می‌شود و برای تخریب ساختمانهای بزرگ استفاده می‌شود. بیشتر در دهه‌های ۱۹۵۰ و ۱۹۶۰ استفاده می‌شد. چندین شرکت تخریب ادعا می‌کنند که توپ تخریب را اختراع کرده‌اند. اوایل استفاده مستند در تخریب اس اس گریت‌ایسترن در ۱۸۸۸–۱۸۸۹، توسط شرکت هنری بات و همکاران، در راک فِری در رودخانه مرسی بوده‌است.